# مارثا والتر
مارثا والتر (بالإنجليزية: Martha Walter)‏ هي رسامة أمريكية، ولدت في 19 مارس 1875 في فيلادلفيا في الولايات المتحدة، وتوفيت في 1976.

## معرض صور

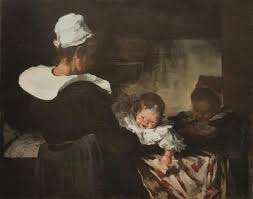
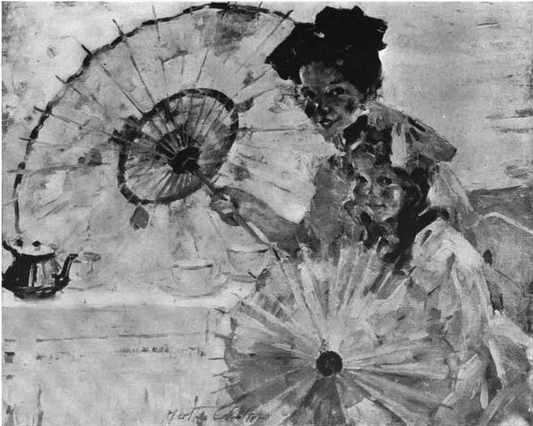
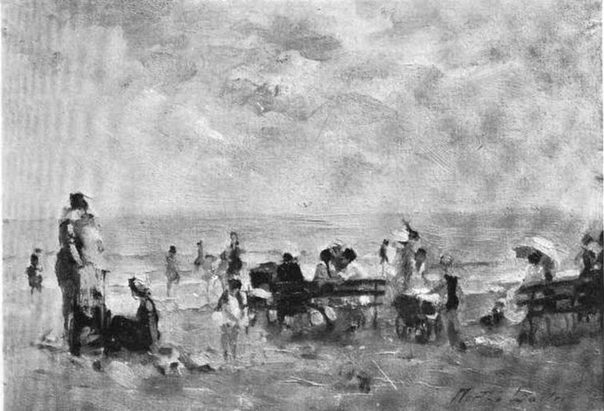